# Fade (chanson de Kanye West)
Pour les articles homonymes, voir Fade.
Singles par Kanye West
Friends (en)
(2016) Ballin (en)
(2016)
Singles par Post Malone
Deja Vu (en)
(2016) Congratulations
(2017)
Singles par Ty Dolla Sign
Zaddy (en)
(2016) 4 Lit
(2016)
Fade est une chanson de Kanye West issue de son septième album studio The Life of Pablo. Il l'interprète avec Post Malone et Ty Dolla Sign. Elle est envoyée aux radios américaines le 20 septembre 2016 en tant que troisième single promouvant l'album.

## Clip vidéo
Le clip vidéo de Fade est diffusé en avant-première pendant la cérémonie des MTV Video Music Awards 2016. Il est disponible le jour-même sur Tidal et reste une exclusivité de la plateforme pendant une semaine. Il est ensuite posté sur YouTube le 6 septembre 2016.
Le clip vidéo, d'une durée de trois minutes et quarante-cinq secondes, est réalisé par Eli Linnetz. Il met en scène la chanteuse Teyana Taylor dansant dans une salle de musculation.
Teyana Taylor, Guapo, Jae Blaze et Derek « Bentley » Watkins reçoivent le prix de la meilleure chorégraphie pour Fade lors des MTV Video Music Awards 2017.

## Classements
| Classement (2016)                              | Meilleure position |
| ---------------------------------------------- | ------------------ |
| Australie (ARIA)                               | 69                 |
| Belgique (Flandre Ultratip Bubbling Under 100) | 31                 |
| Belgique (Flandre Ultratop R&B/Hip-Hop)        | 21                 |
| Belgique (Wallonie Ultratip Bubbling Under 50) | Tip                |
| Canada (Hot 100)                               | 37                 |
| Canada (Digital Songs)                         | 10                 |
| Écosse (OCC)                                   | 20                 |
| États-Unis (Hot 100)                           | 47                 |
| États-Unis (Dance/Mix Show Airplay)            | 19                 |
| États-Unis (Digital Songs)                     | 36                 |
| États-Unis (Dance Club Songs)                  | 43                 |
| États-Unis (Mainstream R&B/Hip-Hop)            | 38                 |
| États-Unis (Pop Airplay)                       | 23                 |
| États-Unis (R&B Songs (en))                    | 6                  |
| États-Unis (R&B/Hip-Hop Airplay)               | 46                 |
| États-Unis (R&B/Hip-Hop Songs)                 | 12                 |
| États-Unis (Radio Songs)                       | 46                 |
| États-Unis (Rhythmic Songs)                    | 9                  |
| États-Unis (Streaming Songs)                   | 40                 |
| France (SNEP)                                  | 40                 |
| Irlande (Irish Singles Chart)                  | 75                 |
| Royaume-Uni (UK Singles Chart)                 | 50                 |
| Royaume-Uni (UK R&B Chart)                     | 11                 |